# Stemodia trifoliata
Stemodia trifoliata là một loài thực vật có hoa trong họ Mã đề. Loài này được (Link) Rchb. miêu tả khoa học đầu tiên.